# Veikkausliiga 2025
La Veikkausliiga 2025 è la centosedicesima edizione della massima serie del campionato finlandese di calcio, la trentaseiesima della Lega professionistica. Il campionato è iniziato il 5 aprile 2025 e terminerà nel novembre successivo.
Il KuPS è la squadra campione in carica.

## Stagione

### Novità
Dalla Veikkausliiga 2024 sono retrocessi in Ykkösliiga il EIF e, dopo lo spareggio, il Lahti, mentre dalla Ykkösliiga 2024 hanno ottenuto la promozione il KTP e il Jaro, che ha battuto il Lahti allo spareggio. 

### Formula
Nella prima fase le dodici squadre si affrontano in un girone all'italiana, con partite di andata e ritorno, per un totale di 22 giornate. Successivamente, le squadre vengono divise in due gruppi in base alla classifica: le prime sei formano un nuovo girone e competono per il titolo e la qualificazione alle competizioni europee; le ultime sei, invece, lottano per non retrocedere in Ykkösliiga e per un altro posto valido per guadagnare la qualificazione alle competizioni europee. In entrambi i gironi le squadre si affrontano in un girone all'italiana, con partite di sola andata, per un totale di 5 giornate. Nel girone per il titolo: la squadra prima classificata è campione di Finlandia e si qualifica per il primo turno di qualificazione della UEFA Champions League 2026-2027; la squadra seconda classificata si qualifica per il primo turno di qualificazione della UEFA Europa Conference League 2026-2027, assieme alla vincitrice della Suomen Cup; la squadra terza classificata accede alla finale per la qualificazione al primo turno della UEFA Europa Conference League; le squadre classificate al quarto, quinto e sesto posto, più la prima classificata nel girone per la salvezza accedono agli spareggi per l'accesso alla finale contro la terza classificata. Nel girone per la salvezza l'ultima classificata viene retrocessa direttamente in Ykkösliiga, mentre la penultima classificata affronta la seconda classificata in Ykkösliiga in uno spareggio promozione/retrocessione.

## Squadre partecipanti
| Club          | Città       | Stadio                                                       | Stagione precedente              |
| ------------- | ----------- | ------------------------------------------------------------ | -------------------------------- |
| AC Oulu       | Oulu        | Raatin stadion                                               | 9º posto in Veikkausliiga        |
| Gnistan       | Helsinki    | Mustapekka Arena                                             | 8º posto in Veikkausliiga        |
| Haka          | Valkeakoski | Tehtaan kenttä                                               | 6º posto in Veikkausliiga        |
| HJK           | Helsinki    | Bolt Arena                                                   | 3º posto in Veikkausliiga        |
| IFK Mariehamn | Mariehamn   | Wiklöf Holding Arena                                         | 10º posto in Veikkausliiga       |
| Ilves         | Tampere     | Tammelan stadion                                             | 2º posto in Veikkausliiga        |
| Inter Turku   | Turku       | Veritas-stadion                                              | 7º posto in Veikkausliiga        |
| Jaro          | Pietarsaari | Pietarsaaren keskuskenttä(1ª-16ª), Project Liv Areena (17ª-) | 2º posto in Ykkösliiga, promosso |
| KTP           | Kotka       | Arto Tolsa Areena                                            | 1º posto in Ykkösliiga, promosso |
| KuPS          | Kuopio      | Savon Sanomat Areena                                         | 1º posto in Veikkausliiga        |
| SJK           | Seinäjoki   | OmaSP Stadion                                                | 4º posto in Veikkausliiga        |
| VPS           | Vaasa       | Hietalahden jalkapallostadion                                | 5º posto in Veikkausliiga        |

## Prima fase

### Classifica
| Pos. | Squadra       | Pt | G  | V  | N | P  | GF | GS | DR  |
| ---- | ------------- | -- | -- | -- | - | -- | -- | -- | --- |
| 1.   | Inter Turku   | 43 | 20 | 12 | 7 | 1  | 44 | 18 | +26 |
| 2.   | KuPS          | 40 | 20 | 12 | 3 | 4  | 35 | 21 | +14 |
| 3.   | Ilves         | 39 | 20 | 12 | 3 | 5  | 44 | 26 | +18 |
| 4.   | HJK           | 38 | 20 | 12 | 2 | 6  | 47 | 26 | +21 |
| 5.   | SJK           | 37 | 20 | 11 | 4 | 5  | 42 | 28 | +14 |
| 6.   | Gnistan       | 25 | 20 | 6  | 7 | 7  | 30 | 35 | -5  |
| 7.   | VPS           | 22 | 20 | 5  | 7 | 8  | 28 | 30 | -2  |
| 8.   | Jaro          | 22 | 20 | 6  | 4 | 10 | 22 | 32 | -10 |
| 9.   | IFK Mariehamn | 21 | 20 | 5  | 6 | 9  | 22 | 38 | -16 |
| 10.  | Haka          | 16 | 20 | 4  | 4 | 12 | 23 | 37 | -14 |
| 11.  | AC Oulu       | 15 | 20 | 4  | 3 | 13 | 25 | 43 | -18 |
| 12.  | KTP           | 14 | 20 | 3  | 5 | 12 | 21 | 48 | -27 |

Legenda:
      Ammessa al Girone per il titolo.
      Ammessa al Girone per la salvezza.
Note:
Tre punti a vittoria, uno a pareggio, zero a sconfitta.

### Risultati
|               | ACO | GNI | HAK | HJK | IFK | ILV | INT | JAR | KTP | KUP | SJK | VPS |
| ------------- | --- | --- | --- | --- | --- | --- | --- | --- | --- | --- | --- | --- |
| AC Oulu       | ——— | 2-3 |     | 0-4 | 0-1 | 0-4 | 1-4 | 0-1 | 3-2 | 2-2 | 2-2 | 2-1 |
| Gnistan       |     | ——— | 2-0 | 2-4 | 2-0 | 0-2 | 2-2 |     | 2-1 | 1-2 | 2-2 |     |
| Haka          | 2-1 | 3-2 | ——— | 1-2 | 0-1 | 0-4 | 0-1 | 0-1 | 2-3 | 1-3 |     | 2-1 |
| HJK           | 3-1 | 0-1 | 3-1 | ——— |     | 5-1 | 1-4 | 2-3 | 4-1 | 0-0 | 4-2 | 3-1 |
| IFK Mariehamn | 0-1 | 2-5 | 1-1 | 0-4 | ——— | 3-2 | 2-2 | 0-2 | 3-0 | 1-0 | 1-2 | 1-5 |
| Ilves         | 0-0 | 2-2 | 3-2 | 3-2 |     | ——— |     | 2-1 | 2-1 | 3-0 | 2-3 | 3-2 |
| Inter Turku   | 3-2 | 3-0 | 1-1 | 1-1 | 0-0 | 3-1 | ——— | 3-1 | 5-0 | 1-1 | 4-1 |     |
| Jaro          | 2-1 | 1-1 | 2-1 | 0-3 | 1-1 | 0-1 | 0-1 | ——— | 2-3 |     | 0-4 | 2-2 |
| KTP           | 1-3 | 0-0 | 0-0 |     | 2-2 | 0-5 | 2-2 | 3-2 | ——— | 0-2 | 0-1 | 2-2 |
| KuPS          | 1-0 | 6-2 | 3-2 | 3-0 | 4-1 | 0-3 | 2-1 | 1-0 | 3-0 | ——— | 1-0 | 0-2 |
| SJK           | 3-1 | 3-1 | 2-2 | 1-0 | 4-1 | 1-1 | 0-1 | 3-1 | 3-0 |     | ——— | 3-2 |
| VPS           | 4-3 | 0-0 | 1-2 | 0-2 | 1-1 | 1-0 | 0-2 | 0-0 |     | 1-1 | 1-2 | ——— |

## Girone per il titolo
Le squadre mantengono i punti conquistati nella stagione regolare.

### Classifica
|  | Pos. | Squadra     | Pt | G | V | N | P | GF | GS | DR |
|  | ---- | ----------- | -- | - | - | - | - | -- | -- | -- |
|  | 1.   | Sconosciuta | 0  | 0 | 0 | 0 | 0 | 0  | 0  | 0  |
|  | 2.   | Sconosciuta | 0  | 0 | 0 | 0 | 0 | 0  | 0  | 0  |
|  | 3.   | Sconosciuta | 0  | 0 | 0 | 0 | 0 | 0  | 0  | 0  |
|  | 4.   | Sconosciuta | 0  | 0 | 0 | 0 | 0 | 0  | 0  | 0  |
|  | 5.   | Sconosciuta | 0  | 0 | 0 | 0 | 0 | 0  | 0  | 0  |
|  | 6.   | Sconosciuta | 0  | 0 | 0 | 0 | 0 | 0  | 0  | 0  |

Legenda:
      Campione di Finlandia e ammessa ai preliminari della UEFA Champions League 2026-2027.
      Ammessa ai preliminari della UEFA Conference League 2026-2027.
 Ammessa ai play-off per la UEFA Conference League 2026-2027.
Regolamento:
Tre punti per la vittoria, uno per il pareggio, zero per la sconfitta.

## Girone per la salvezza
Le squadre mantengono i punti conquistati nella stagione regolare.

### Classifica
|  | Pos. | Squadra     | Pt | G | V | N | P | GF | GS | DR |
|  | ---- | ----------- | -- | - | - | - | - | -- | -- | -- |
|  | 7.   | Sconosciuta | 0  | 0 | 0 | 0 | 0 | 0  | 0  | 0  |
|  | 8.   | Sconosciuta | 0  | 0 | 0 | 0 | 0 | 0  | 0  | 0  |
|  | 9.   | Sconosciuta | 0  | 0 | 0 | 0 | 0 | 0  | 0  | 0  |
|  | 10.  | Sconosciuta | 0  | 0 | 0 | 0 | 0 | 0  | 0  | 0  |
|  | 11.  | Sconosciuta | 0  | 0 | 0 | 0 | 0 | 0  | 0  | 0  |
|  | 12.  | Sconosciuta | 0  | 0 | 0 | 0 | 0 | 0  | 0  | 0  |

Legenda:
 Ammessa ai playoff per la UEFA Conference League 2026-2027.
 Ammessa allo spareggio promozione/retrocessione.
      Retrocessa in Ykkösliiga 2026
Note:
Tre punti a vittoria, uno a pareggio, zero a sconfitta.

## Spareggi

### Play-off Conference League
Quarti di finale
|             | Risultati |             | Luogo e data |
| ----------- | --------- | ----------- | ------------ |
| Sconosciuta | -         | Sconosciuta |              |
|             |           |             |              |
| Sconosciuta | -         | Sconosciuta |              |
|             |           |             |              |

Semifinale
| Sconosciuta | - | Sconosciuta |  |  |  |  |  |

Finale
|             | Risultati |             | Luogo e data |
| ----------- | --------- | ----------- | ------------ |
| Sconosciuta | -         | Sconosciuta |              |
| Sconosciuta | -         | Sconosciuta |              |
|             |           |             |              |

### Spareggio promozione/retrocessione
Allo spareggio partecipano l'undicesima classificata in Veikkausliiga e la seconda classificata in Ykkösliiga.
|             | Risultati |             | Luogo e data |
| ----------- | --------- | ----------- | ------------ |
| Sconosciuta | -         | Sconosciuta |              |
| Sconosciuta | -         | Sconosciuta |              |
|             |           |             |              |

## Statistiche

### Squadre

#### Capoliste solitarie
|    | —— | —— | —— | ——   | ——   | ——   | ——   | ——          | ——          | ——          | ——          | ——          | ——          | ——          | ——          | ——          | ——          | ——          | ——          | ——  | ——  | ——  | ——  | ——  | ——  | ——  | —— |  |
|    |    |    |    | KuPS | KuPS | KuPS | KuPS | Inter Turku | Inter Turku | Inter Turku | Inter Turku | Inter Turku | Inter Turku | Inter Turku | Inter Turku | Inter Turku | Inter Turku | Inter Turku | Inter Turku |     |     |     |     |     |     |     |    |  |
|    |    |    |    |      |      |      |      |             |             |             |             |             |             |             |             |             |             |             |             |     |     |     |     |     |     |     |    |  |
|    |    |    |    |      |      |      |      |             |             |             |             |             |             |             |             |             |             |             |             |     |     |     |     |     |     |     |    |  |
| 1ª | 2ª | 3ª | 4ª | 5ª   | 6ª   | 7ª   | 8ª   | 9ª          | 10ª         | 11ª         | 12ª         | 13ª         | 14ª         | 15ª         | 16ª         | 17ª         | 18ª         | 19ª         | 20ª         | 21ª | 22ª | 23ª | 24ª | 25ª | 26ª | 27ª |    |  |

### Individuali
| Gol |  |  | Giocatore               | Squadra     |
| --- |  |  | ----------------------- | ----------- |
| 12  |  |  | Kasper Paananen         | SJK         |
| 11  |  |  | Kerfala Cissoko         | Jaro        |
| 9   |  |  | Teemu Pukki             | HJK         |
| 9   |  |  | Alexander Ring          | HJK         |
| 8   |  |  | Maissa Fall             | VPS         |
| 8   |  |  | Mohamed Toure           | KuPS        |
| 7   |  |  | Rasmus Karjalainen      | SJK         |
| 7   |  |  | Christian Ouguehi Legbo | Inter Turku |
| 7   |  |  | Santeri Hostikka        | HJK         |
| 6   |  |  | Benji Michel            | HJK         |
| 6   |  |  | Agon Sadiku             | KuPS        |
| 6   |  |  | Marius Söderbäck        | Ilves       |
| 6   |  |  | Joakim Latonen          | Gnistan     |
| 6   |  |  | Roope Riski             | Ilves       |
| 6   |  |  | Antoine Loic Essomba    | Inter Turku |
| 6   |  |  | Otto Ruoppi             | KuPS        |